# Николаевка (Краснотуранский район)
Николаевка (нем. Gnadendorf) — деревня в Краснотуранском районе Красноярского края, в составе сельского поселения Саянский сельсовет. Основана немецкими поселенцами в 1908 году.
Население — 524 (2010)

## Физико-географическая характеристика
Деревня расположена в пределах Средне-Минусинской котловины на ручье Чучалина (Поперечный Карасук), (левый приток реки Карасука). Рельеф мелкосопочный. К западу расположены предгорья хребта Большой Сайбар, к югу хребта Байтак Почвы — чернозёмы обыкновенные. Почвообразующие породы — глины и суглинки.
Расстояние до краевого центра города Красноярска составляет 380 км, до районного центра села Краснотуранска составляет 27 км, до села Саянска — 27 км.
Часовой пояс
Николаевка, как и весь Красноярский край, находится в часовой зоне МСК+4. Смещение применяемого времени относительно UTC составляет +7:00.

## Население
Динамика численности населения по годам:
| 1908 | 1911 | 1915 | 1917 | 1926 | 1989 |
| ---- | ---- | ---- | ---- | ---- | ---- |
| 102  | 498  | 404  | 699  | 814  | 600  |

| 1908 | 1911 | 1915 | 1917 | 1926 | 1989 | 2010 |
| ---- | ---- | ---- | ---- | ---- | ---- | ---- |
| 102  | ↗498 | ↘404 | ↗699 | ↗814 | ↘600 | ↘524 |

## История
Основана в 1908 году. Поселение было запроектировано согласно утвержденным в 1893 году Временным правилам для образования переселенческих участков в районе Сибирской железной дороги. По постановлению Переселенческого управления Енисейской губернии от 9 июня 1907 года, участок назначили для поселения в нём исключительно немцев-колонистов лютеранского вероисповедания. Первые жители прибыли в поселение в основном из немецких колоний Ставропольской, Самарской, Саратовской и Волынской губерний. Отдельные семьи приехали из Таврической, Курляндской, Томской, Тверской, Псковской, Донской, Кубанской, Забайкальской и Енисейской губерний. Первоначально участок назывался Сайбар — по названию горы, у подножия которой оно расположилось. По просьбе жителей его переименовали в Гнадендорф (по-немецки «благодатная деревня») по названию поволжской колонии Гнадендорф, из которой прибыло большинство поселенцев.
Деревня входила в состав к Абаканской, затем Белоярской волости Минусинского уезда Красноярского края. Относилось к лютеранскому приходу Нижняя и Верхняя Буланка. Жители занимались молочным животноводством. В 1913 году организована маслоартель. В 1914 году в связи с началом Первой мировой войны переименована в деревню Николаевка
В 1920 году открыта школа. До 1940 года обучение в школе велось на немецком языке. В 1926 году имелись сельсовет, машинное товарищество «Бауэр-Ферайн», маслоартель «Ротер Штерн». В период коллективизации были организованы коллективные хозяйства. К 1935 году в Николаевке действовало три колхоза: «Бауэр ферайн», «Красный скотовод» и «Победа». В конце 1930-х гг. они объединились в колхоз имени Кирова.
Вторая волна переселения немцев в эти места началась в 1920—30-х гг. и продолжалась до начала Великой Отечественной войны. В сентябре 1941 года в Николаевку из Поволжья прибыли депортированные немцы. В 1942 году мужчин и женщин старше 16 лет из села Николаевка забирали в трудармию. Работать уезжали на шахты в город Ленинск-Кузнецкий, на валку леса в Бурятию, на строительство нефтеперегонного завода в городе Орске.
В начале 1960-х в результате реорганизации колхоз имени Кирова вошел в состав совхоза «Саянский».